# Frontón

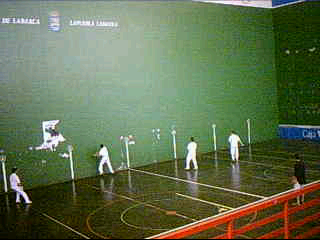

Frontón (em basco: Pilotaleku; em catalão e valenciano: Frontó) é um tipo de ginásio ou estádio para a prática de pelota basca e um tipo de pelota valenciana. É um espaço retangular de 10 a 11 metros de largura, com paredes de 10 metros de altura por três lados. O comprimento pode ser 36, 54 ou 30 metros.  As medidas do campo de pelota valenciana são menores, com um comprimento entre 20 e 30 metros.